# Pau Gayraud
Pau Gayraud, in francese Paul Gayraud, (Sévérac-le-Château, 1º aprile 1898 – Montpellier, 23 marzo 1994) è stato uno scrittore francese di lingua occitana. La sua opera letteraria, iniziata in francese e poi proseguita in occitano, è ambientata sugli altopiani del Rouergue. Nel 1937, si fece conoscere con la recensione in langue d'oc La Campano (La Campana) la cui pubblicazione si interruppe nell'aprile 1938 dopo dieci numeri. Il suo lavoro, a parte la saga di Rouergate, composta da quattro volumi, di cui Lo vièlh estofegaire è l'elemento essenziale, comprende circa altre quindici opere e prefazioni.

## Opere
- Eppure lei ti amava, Parigi ed. dell'Accademia Gialla, 1931
- Immagini dei New Forty: storie e notizie in francese, Rodez ed. de La Campano, 1941
- Comandante René, Marchese d'Aveyron, 1945
- La guerra della fascia da braccio: maquis du Rouergue, Parigi, J. Saintier, (1946)
- Lou libre del Causse pref. di Enric Mouly, 1968
- Lou segound libre del Causse, 1970
- Lo vièlh estofegaire 1, Una filha de année quaranta, Vedena (84270), Comptador generu dau libre occitan, 1975
- Lo vièlh estofegaire 2, Riqueta, Subervie, 1978
- Lo vièlh estofegaire 3, Per las colonas de Tarn, Subervie, 1980
- Lo vièlh estofegaire 4, La sèxòlòga, Subervie, 1982
- Annada 2065, ill. della pannocchia, Joan Dhombres, Grelh Roergàs, 1983
- Contes e novèlas del Roèrgue, Grelh Roergàs, 1983
- Sintaxa Milhaguesa, Subervie, 1986
- E se lo discipol avia pas passat lo mèstre?, 1988